# Provincia di Castellón
Castellón (Castelló in valenciano) è una provincia della Comunità Valenciana, nella Spagna orientale.

## Geografia
Confina con la provincia di Valencia a sud, con l'Aragona (provincia di Teruel) a ovest, con la Catalogna (provincia di Tarragona) a nord-est e con il mar Mediterraneo a est. La superficie è di 6.636 km², la popolazione nel 2003 era di 527.345 abitanti. Il capoluogo è Castellón de la Plana, altri centri importanti sono Vila-real e La Vall d'Uixó. La provincia di Castellón è rinomata per la produzione di ceramiche in forte concorrenza con l'area di Sassuolo, in Italia.

## Storia
A partire dal VII secolo fino al primo trentennio del XIII secolo, la provincia fu sotto la dominazione musulmana. Giacomo I d'Aragona, detto il Conquistatore, sottrasse la regione ai re arabi di Valencia e la annesse alla corona d'Aragona: la prima città ad essere conquistata fu Morella, nel 1232 e, un anno più tardi, caddero anche Peñíscola e il Castello di Fadrell (situato nell'attuale Castellón de la Plana).
Una piccola zona a Sud, nell'interno della provincia, fu ripopolata per la maggior parte da Aragonesi, quindi, la lingua tradizionale di questa zona è il castigliano, mentre sulla costa e nel resto dell'interno della provincia, prevalse una popolazione di origine catalana, per cui la lingua tradizionale di quest'area è il valenciano.
Durante le guerre carliste, la zona di Maestrazgo (nel Nord della provincia) fu un continuo focolare di rivoluzioni, mentre la capitale occupò un ruolo più in disparte come punto d'appoggio per gli eserciti liberali.

## Comarche della provincia di Castellón
| Comarca                            | Popolazione | Superficie | Densità | Capoluogo             |
| ---------------------------------- | ----------- | ---------- | ------- | --------------------- |
| Alcalatén (L'Alcalaten)            | 16.036      | 603        | 27,42   | L'Alcora              |
| Alt Maestrat (Alto Maestrazgo)     | 7.128       | 662,90     | 11,63   | Albocàsser            |
| Alto Mijares (L'Alt Millars)       | 4.055       | 667,40     | 6,76    | Cirat                 |
| Alto Palancia (L'Alt Palància)     | 24.553      | 964,90     | 26,53   | Segorbe               |
| Baix Maestrat (Bajo Maestrazgo)    | 82.120      | 1.221,40   | 70,22   | Vinaròs               |
| Plana Alta (Plana Alta)            | 252.157     | 957,30     | 275,10  | Castellón de la Plana |
| Plana Baixa (Plana Baja)           | 191.609     | 605,20     | 323,81  | Burriana              |
| Els Ports (Los Puertos de Morella) | 4.669       | 903,90     | 5,63    | Morella               |

## Turismo di Castellón
Nella provincia di Castellón si può passare dal mare alla alta montagna in pochi chilometri; il turismo balneare classico (Benicasim, Oropesa del Mar, Vinaroz, Burriana, Peñíscola, Benicarló, etc) è integrato da un fiorente turismo di territorio, grazie alla monumentalità di paesi come La Jana, Morella, San Mateo, Segorbe, alle terme a Montanejos, Benasal, Catì, alle sorgenti del fiume Palancia e a un'ampia rete di sentieri ed eremi.
Peñíscola, battezzata "la città nel mare", offre più del 50% dei posti letto della provincia ed è la terza destinazione turistica della Comunità Valenciana dopo Benidorm e Valencia.
Esistono anche una grande quantità di paesaggi e siti naturali per tutta la provincia. come le Grutas de San José nella valle di Uxó, i castelli come quello di Peñíscola, di Morella o del paese fortificato di Mascarell, i resti romani di Benicató e l'architettura religiosa a Nules, gli insediamenti iberici come el Puig di Benicarló, le case moderniste a Burriana e Vinaròs, i centri turistici come Marina d'Or e la Renegá (i due a Oropesa del Mar), la particolare torre El Fadrì a Castellón de la Plana, l'Entrada de toros y caballos a Segorbe, o la Cartuja de Vall de Cristo e il Santuario de la Cueva Santa ad Altura (patrona della provincia).
Nella provincia esistono anche dei parchi naturali quali: 
- Sierra de Irta
- Prat de Cabanes-Torreblanca
- Tenencia de Benifasar
- Desierto de las Palmas
- Peñagolosa
- Sierra de Espadán
- Islas Columbretes
- Sierra Calderona